# Bandiera (cognome)
Bandiera è un cognome di lingua italiana.

## Varianti
Banda, Bandel, Bandelli, Bandello, Bandelloni, Bandi, Bandinelli, Bandini, Bandino, Bandinu, Bando, Bandoni, Banducci, De Bandi.

## Origine e diffusione
Il cognome è tipicamente panitaliano.
Potrebbe derivare dal prenome medioevale Bando o da un soprannome dal significato simile, dal gotico bandwa, poi tardo latino banda, "segno", "insegna", "vessillo".
Le varianti Bandi e Bandini sono a loro volta panitaliane, ma diffuse prevalentemente al centro-sud; Bandinelli è toscano.

## Persone
- Marco Bandiera (1984) – ciclista italiano
- Pasquale Bandiera (1924-2005) – politico e giornalista italiano
- Fratelli Bandiera, Attilio (1810-1844) ed Emilio Bandiera (1819-1844) – patrioti italiani